# 10774 Eisenach
10774 Eisenach eller 1991 AS2 är en asteroid i huvudbältet som upptäcktes den 15 januari 1991 av den tyske astronomen Freimut Börngen vid Tautenburg-observatoriet. Den är uppkallad efter den tyska staden Eisenach.
Asteroiden har en diameter på ungefär 3 kilometer.